# Yoana Ilieva
Yoana Ilieva (bulgariska: Йоана Илиева), född 20 juni 2001 i Sofia, är en bulgarisk fäktare som tävlar i sabel.

## Karriär
Vid världsmästerskapen i fäktning 2023 i Milano tog Ilieva brons i sabel.